# Zejai-víztározó
A Zejai-víztározó (oroszul: Зейское водохранилище) Oroszország távol-keleti részén, az Amuri területen, a Zeja folyón létesített mesterséges tó. Elsődleges célja a vízerőmű működéséhez szükséges vízenergia biztosítása és a folyó völgyének megvédése a nagy áradások pusztító hatásától.

## Ismertetése
A víztározót a Zejai vízerőmű gátjának építésekor, a Zeja (az Amur mellékfolyója) visszaduzzasztásával hozták létre. A normál vízszintet 315 m tengerszint feletti magasságban határozták meg. A tó a Sztanovoj-hegylánctól délre fekvő Felső-Zeja-síkság nyugati részén terül el, víztérfogata 68,4 km³, felszíni területe 2419 km², vízgyűjtő területe 83 800 km². A tározó hossza 225 km, szélessége a központi részeken 20–24 km, mélysége 3–30 m, legnagyobb mélysége 93 m.
Az erőmű és a völgyzárógát Zeja városnál, a „Zeja kapu”-nak nevezett helyen épült, ahol a folyó keskeny kanyonja átvágja a Tukuringra-hegységet. A duzzasztógáttól a folyón felfelé eső keskeny 45 km-es szakasz a Tukuringra hegyei között húzódik északkelet felé, itt ömlik be a víztározót tápláló legnagyobb mellékfolyó, a Giljuj. Följebb (Sznyezsnogorszkij falutól) a tó jóval szélesebb központi része 146 km hosszan nyúlik el északkelet-kelet felé, ott a beömlő mellékfolyók alsó szakaszai széles öblöket alkotnak. Az utolsó 34 km-es szakasz keskeny és sekély.
A tó vízgyűjtő területe az állandóan fagyott talaj (permafroszt) övezetébe tartozik. A Felső-Zeja-síkság éghajlata zord, kontinentális, de nyáron a keleti monszun hatása érványesül. A tél hideg és csapadékban szegény, a januári középhőmérséklet -31-32 °C. A befagyott tavon kijelölt autóutakon tehergépkocsik is közlekedhetnek. Tavasszal az olvadás 3-4 hétig tart, hatására a tározó újra feltöltődik. A legtöbb csapadék július-augusztusban, heves monszunesők formájában érkezik, ekkor a folyókon hirtelen árhullámok alakulnak ki.
A beömlő legnagyobb mellékfolyók (a Zeja forrásától a torkolat felé): a Tok (251 km), az Argi (350 km), az Urkan (Felső-Urkan, 234 km), a Mulmuga (234 km), a Brjanta (317 km) és a Giljuj (545 km).
A víztározó mentén kevés az állandó település. Az egyetlen város délen, a vízerőműnél fekvő Zeja. A tó északi végén, egy keskeny öböl hídján vezet át a Bajkál–Amur-vasútvonal, az öböl partján létesített állomás és település neve Verhnyezejszk.

## Építése
A létesítmény építése 1964-ben kezdődött, hivatalos átadása csak 1985-ben történt meg, bár az erőmű első egysége már 1975 novemberében, az utolsó, hatodik egység 1980-ban kezdett termelni. A gát hossza 714 m, legmagasabb része 115,5 m. Mögötte, a folyón felfelé előkészített terület feltöltése 1974-ben indult meg és a normál vízszint elérésével, 1980-ban fejeződött be.
A tározó létrehozása során 3900 hektár mezőgazdasági terület került víz alá. Az elárasztandó területen 14 település volt, ezeket részben felszámolták, részben új helyre költöztették. 4460 lakost telepítettek át újonnan épített vagy átköltöztetett falvakba. A terület előzetes megtisztítását, az erdők kivágását csak részben végezték el, a rothadó farönkök tömegei azóta is sok helyen láthatók és rontják a tó vízminőségét. A gátat hajóátemelő zsilip nélkül építették, de a Felső-Zeján amúgy sem volt, vagy nem volt jelentős hajóforgalom.

## Hasznosítása
Mint a hasonló víztározóknak általában, a Zejai-víztározónak is legfontosabb célja a vízerőmű folyamatos működéséhez szükséges vízenergia biztosítása. További fontos szerepe a vízszint szabályozása, ingadozásának mérséklése. A tározó csökkenti a nagyobb árvizek kialakulásának esélyét, vagy legalább mérsékli pusztító hatásukat a folyón lefelé.